# Alam Ajsin
Alam Ajsin (ros. Алям Айсин, ur. 17 lutego 1924 we wsi Klucziszcze obecnie w obwodzie niżnonowogrodzkim, zm. 11 marca 1989 w Moskwie) – radziecki wojskowy, starszyna.

## Życiorys
Urodził się w tatarskiej rodzinie robotniczej. Skończył 4 klasy, później pracował jako tokarz w fabryce w Moskwie, w 1943 został powołany do Armii Czerwonej. Od sierpnia 1943 walczył w wojnie z Niemcami, brał udział w forsowaniu Dniepru, walkach o utrzymanie przyczółka na prawym brzegu Dniepru i wyzwalaniu Prawobrzeżnej Ukrainy. 30 grudnia 1943 jako saper 121 samodzielnego gwardyjskiego batalionu saperów 3 Gwardyjskiej Armii Pancernej zastrzelił pięciu niemieckich żołnierzy i oficera i prowadził rozminowywanie dróg, którymi poruszały się radzieckie jednostki. Później brał udział w walkach na terytorium Polski i Niemiec w składzie 1 Frontu Ukraińskiego. 25 stycznia 1945 w walkach w rejonie Gliwic zastrzelił pięciu żołnierzy wroga i czterech wziął do niewoli. 21 kwietnia 1945 w walkach w rejonie Klausdorfu zadał duże straty niemieckim żołnierzom. Po wojnie został zdemobilizowany.

## Odznaczenia
- Order Wojny Ojczyźnianej I klasy (11 marca 1985)
- Order Sławy I klasy (27 czerwca 1945)
- Order Sławy II klasy (29 marca 1945)
- Order Sławy III klasy (22 stycznia 1944)

I medale.